# (5) Астрея
(5) Астрея (лат. Astraea, в ранней научной литературе Astræa) — астероид главного астероидного пояса. Поверхность его обладает большой отражающей способностью, состоит астероид предположительно из смеси никеля-железа с силикатами магния и железа. Астероид назван в честь греческой богини справедливости Астреи.
Астрея — пятый из открытых астероидов. Открыл его К. Л. Хенке 8 декабря 1845 года. Это был первый открытый им астероид. Вторым была (6) Геба. Астроном-любитель и служащий почты, Хенке искал Весту, когда случайно обнаружил Астрею. Король Пруссии назначил Хенке годовую ренту в 300 US$ (в долларах 1968 года) в награду за открытие.
С физической точки зрения Астрея ничем не примечательна, интересна скорее всего тем, что в течение 38 лет (после открытия Весты в 1807 году) считалось, что существуют всего 4 астероида. После открытия Астреи последовали тысячи других открытых астероидов.

## Галерея

Десять первых открытых астероидов в сравнении с Луной
Сравнительные размеры Астреи и карликовой планеты Цереры